# Zdobycie chleba
Zdobycie chleba (fr. La Conquête du Pain, ros. Хлеб и воля) – książka napisana przez Piotra Kropotkina, jednego z ideologów anarchokomunizmu.

## Historia
Pierwotnie napisana po francusku, po raz pierwszy pojawiła się jako szereg artykułów w anarchistycznych czasopismach Le Révolté i La Révolte (oba redagowane przez Kropotkina). Wydanie książkowe po raz pierwszy ukazało się w 1892 w Paryżu, z przedmową Élisée Reclus, który zaproponował również tytuł. Między 1892 a 1894 została również wydana w odcinkach w londyńskim czasopiśmie Freedom, którego współzałożycielem był Kropotkin. Została wielokrotnie przetłumaczona i przedrukowywana: przykładowo, w 1898 została przetłumaczona na język norweski, zaś w 1909 na japoński przez Shūsui Kōtoku.

## Treść
W tej pracy Kropotkin wskazuje na to, co uważa za defekty systemów gospodarczych feudalizmu i kapitalizmu oraz że, jak wierzył, rozwijają się one utrzymując ubóstwo i rzadkość, jako symbole dla bogaczy i w oderwaniu od trwającej dzięki technologii epoce obfitości, promując przywileje. Dalej proponuje on bardziej zdecentralizowany system gospodarczy, oparty na pomocy wzajemnej i dobrowolnej współpracy, twierdząc, że skłonności do tego rodzaju organizacji już istnieją, zarówno w ewolucji, jak i w społeczeństwie ludzkim. Mówi on także o szczegółach rewolucji i wywłaszczenia, aby nie zakończyły się w reakcyjny sposób.